# Diocese da Guarda
A Diocese da Guarda (Dioecesis Ægitaniensis) foi fundada originalmente na cidade romana da Egitânia (atual Idanha-a-Velha); face ao declínio acentuado desta última, sobretudo após o domínio muçulmano, o rei Sancho I de Portugal fundou, em 1199, mais a Norte, uma nova cidade (a Guarda), provendo-a com o bispo de Idanha, funcionando desde então aí a sede da diocese que, em latim, retém o velho nome de "Dioecesis Ægitaniensis".
O seu território abrange, no Distrito de Castelo Branco, os municípios de Belmonte, Covilhã, Fundão e Penamacor, e ainda quatro freguesias do município de Castelo Branco (Almaceda, Louriçal do Campo, Ninho do Açor e São Vicente da Beira); no Distrito de Coimbra, a freguesia de São Gião (município de Oliveira do Hospital); no Distrito da Guarda, os municípios de Almeida, Celorico da Beira, Figueira de Castelo Rodrigo, Gouveia, Guarda, Manteigas, Pinhel, Sabugal, Seia, Trancoso, três freguesias do município de Fornos de Algodres (Juncais, Vila Ruiva e Vila Soeiro do Chão, sendo esta apenas civil) e duas freguesias de Vila Nova de Foz Coa (Almendra e Castelo Melhor). 
Abrange uma área de 6.759 Km2 e uma população estimada em 250.000 habitantes (Censos de 2000).

## Ordinários

### Bispos da Egitânia
1. Adorico (561, 572)
2. Comundo (589)
3. Licério (597, 610)
4. Montésis, Montésio, Montênsis, Mentésio (633, 638)
5. Arménio (646)
6. Siclua, Selua (653, 666)
7. Monefonso (683, 688)
8. Argesindo (693)

### Bispos da Guarda
1. D. Rodrigo (I) (1199)
2. D. Martinho (I) Pais (1200-1225)
3. D. Vicente Hispano (1226-1248)
4. D. Rodrigo (II) Fernandes (1248-1267)
5. D. Frei Vasco (I) (1267-1278)
6. D. Frei João (I) Martins (1278-1301)
7. D. Vasco (II) Martins de Alvelos (1302-1313), antes bispo de Lamego
8. D. Rodrigo (III) (1313)
9. D. Estêvão (I) (1314-1316)
10. D. Martinho (II) (1319-1322)
11. D. Guterre (1322-1326)
12. D. Bartolomeu (1326-1345)
13. D. Afonso (I) Dinis (1346-1347), depois bispo de Évora
14. D. Lourenço Rodrigues (1349-1356), depois bispo de Coimbra e bispo de Lisboa
15. D. Estêvão (II) Tristão (1357-1360?)
16. D. Gil (I) Cabral (1360-1362)
17. D. Vasco (III) de Menezes (1362-1367)
18. D. Gonçalo (I) Martins (1367)
19. D. Afonso (II) Correia (1367-1384) ou Afonso Domingues de Linhares (1364-1394)[1]
20. D. Frei Vasco (IV) de Lamego (1384-?)
21. D. Afonso (III) Ferraz (?-1396)
22. D. Gil (II) (1397)
23. D. Gonçalo (II) Vasques da Cunha (1397-1426)
24. D. Luís (I) da Guerra (1427-1458)
25. D. Frei João (II) Manuel (1459-1476)
26. D. João (III) Afonso Ferraz (1477-1478)
27. D. Álvaro (I) de Chaves (1479-1481), primeira vez
28. D. Garcia de Menezes (1481-1484), administrador apostólico
29. D. Álvaro (I) de Chaves (1484-1496), segunda vez
30. D. Pedro Vaz Gavião (1496-1516)
31. Cardeal Infante D. Afonso (IV) de Portugal (1516-1519), depois bispo de Viseu e, em acumulação, bispo de Évora e arcebispo de Lisboa
32. D. Miguel da Silva (1516-1519), administrador apostólico
33. D. Jorge de Melo (1519-1548)
34. D. Cristóvão de Castro (1550-1552)
35. D. João (IV) de Portugal (1556-1585)
36. D. Manuel (I) de Quadros (1585-1593)
37. D. Nuno de Noronha (1593-1608), também bispo de Viseu
38. D. Afonso (V) Furtado de Mendonça (1609-1616), também bispo de Coimbra-conde de Arganil, arcebispo de Braga, arcebispo de Lisboa e vice-rei de Portugal
39. D. Francisco de Castro (1617-1630)
40. D. Frei Lopo de Sequeira Pereira (1632-1636)
41. D. Dinis de Melo e Castro[desambiguação necessária] (1639)
  - D. Diogo Lobo (1640), eleito, não confirmado pelo Papa
  - D. Pedro (II) de Lencastre, depois arcebispo de Évora e arcebispo de Braga, 5.° Duque de Aveiro, não confirmado pelo Papa
42. D. Frei Álvaro (II) de São Boaventura (1669-1672)
43. D. Martim Afonso de Melo (1672-1684)
44. D. Frei Luís (II) da Silva (1685-1691)
45. D. João (V) de Mascarenhas (1692-1693)
46. D. Rodrigo (IV) de Moura Teles (1694-1704), também arcebispo de Braga
47. D. António (I) de Saldanha (1705-1711)
48. D. João (VI) de Mendonça (1713-1736)
49. D. Frei José (I) Fialho, O. Cist. (1739-1741)
50. D. Bernardo António de Melo Osório (1742-1774)
51. D. Jerónimo Rogado do Carvalhal e Silva (1775-1797)
52. D. José (II) António Pinto de Mendonça Arrais (1797-1822)
53. D. Frei Carlos de São José de Azevedo e Moura (1824-1828)
54. D. Joaquim José Pacheco de Sousa (1832-1857)
55. D. Manuel (II) Martins Manso (1858-1878)
56. D. Tomás Gomes de Almeida (1883-1903)
57. D. Manuel (III) Vieira de Matos (1903-1914)
58. D. José (III) Alves Mattoso (1914-1952)
59. D. Domingos da Silva Gonçalves (1952-1960)
60. D. Policarpo da Costa Vaz (1960-1979)
61. D. António (II) dos Santos (1979-2005)
62. D. Manuel (IV) da Rocha Felício (2005-2024)
63. D. José (IV) Miguel Barata Pereira (desde 2024)

## Romarias
- Festas em Honra de Nossa Senhora Da Ajuda (5 a 9 de setembro) - Malhada Sorda, Almeida - a maior romaria da Diocese da Guarda, que atrai peregrinos durante todo o ano
- Festa de Nossa Senhora da Alagoa (8, 9 e 10 de setembro) - Argomil, Pinhel[2]
- Festa de Santa Luzia (15 de setembro)) - Castelejo, Fundao [3]

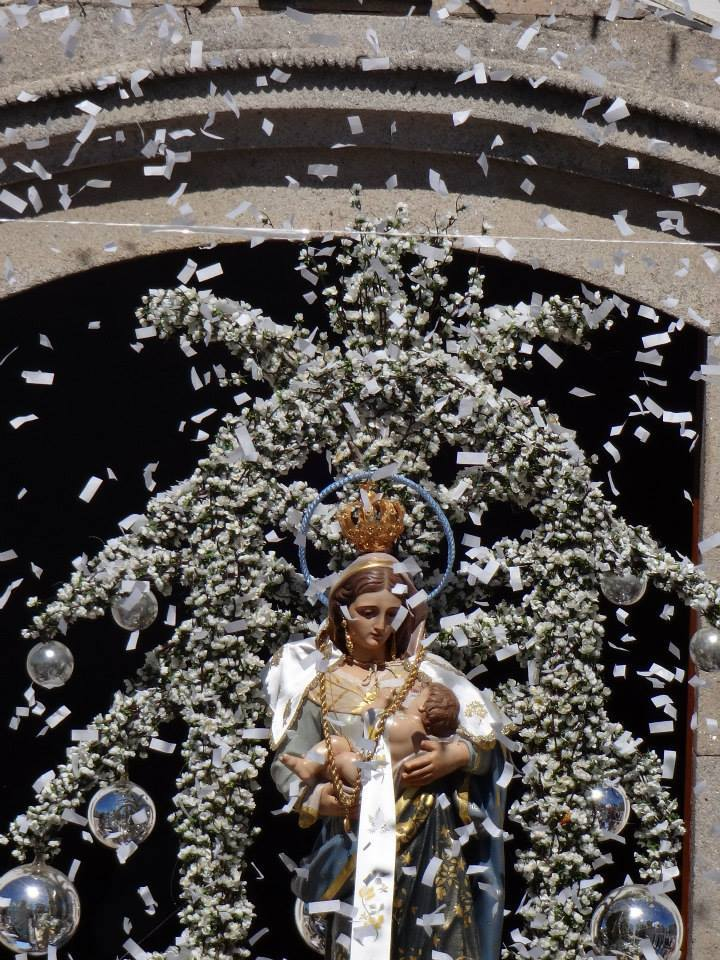
Final da Procissão das Festas em Honra de Nossa Senhora da Ajuda

- Festas de Nossa Senhora das Neves (5 de agosto - e dias próximos) - Lageosa da Raia, Sabugal
- Festa de Nossa Senhora do Soito (2º fim-de-semana de maio) - Fernão Joanes, Guarda - Bênção do Gado
- Festas de Santo António (1º ou 2º fim-de-semana de agosto) - Casteleiro, Sabugal
- Festas de Nossa Senhora dos Milagres (2º fim-de-semana de agosto) - Aldeia do Bispo, Sabugal
- Festas de Nossa Senhora de Fátima (agosto) - Torre, Sabugal
- Festas de Nossa Senhora de Fátima (agosto) - Ozendo, Sabugal
- Festas de São Bartolomeu (perto do 24 de agosto)- Quintas de São Bartolomeu, Sabugal
- Festas do Divino Menino de Deus (agosto) - Badamalos, Sabugal
- Festas de São Sebastião (1º fim-de-semana de agosto) - Baraçal, Sabugal
- Festas de Santa Eufémia (perto do 16 de setembro) - Quadrazais, Sabugal
- Romaria do Senhor do Calvário (segunda segunda-feira, a seguir ao segundo domingo de agosto) -  Gouveia - Maior Romaria das Beiras.
- Festas de Santa Eufémia (15 e 16 de setembro) - Figueiró da Serra, Gouveia
- Romaria da Nossa Senhora da Assedace (8 de setembro) - Folgosinho
- Festas de São João Baptista (22 a 26 de agosto) - Aldeia Velha, Sabugal
- Festas de São João (fim-de-semana mais próximo do 24 junho) - Sabugal
- Festas do Nosso Senhor da Boa Sorte (2º Domingo de agosto) - Ribeira dos Carinhos, Guarda
- Festas em Honra do Divino Senhor dos Aflitos (1º fim-de-semana de setembro - sexta a segunda) - Vilar Maior, Sabugal
- Festa de Nossa Senhora ao Pé da Cruz (fim-de-semana após o dia 3 de maio) - Aldeia Nova do Cabo, Fundão
- Festa em honra de Santo Estêvão (3.º fim-de-semana de setembro) - Póvoa de Atalaia, Fundão
- Festas em honra do Senhor da Saúde e da Nossa Senhora do Bom Parto (4.º fim-de-semana de agosto) - Souto da Casa, Fundão)
- Festa de Nossa Senhora Bom Sucesso (2º domingo depois da Páscoa) - Penamacor
- Festas em Honra de Nossa Senhora Da Misericórdia (7 e 8 de setembro) - Gonçalo (Guarda), Guarda - A grande romaria que atrai peregrinos um pouco de todo o concelho e concelhos vizinhos.

## Escutismo
1. Escutismo nesta diocese: Região da Guarda